# Thea Löfman
Thea Kerstin Löfman (* 8. September 2003 in Lund) ist eine schwedische Leichtathletin, die sich auf den Hammerwurf spezialisiert hat.

## Sportliche Laufbahn
Erste internationale Erfahrungen sammelte Thea Löfman im Jahr 2021, als sie bei den U20-Europameisterschaften in Tallinn mit einer Weite von 57,25 m in der Qualifikationsrunde ausschied. Im Jahr darauf brachte sie bei den U20-Weltmeisterschaften in Cali in der Vorurrunde keinen gültigen Versuch zustande und 2023 gelangte sie bei den U23-Europameisterschaften in Espoo mit 60,43 m auf den zwölften Platz. Im Jahr darauf verbesserte sie den schwedischen Landesrekord auf 73,31 m und schied dann bei den Europameisterschaften in Rom mit 64,31 m in der Qualifikationsrunde aus. Daraufhin verpasste sie bei den Olympischen Sommerspielen in Paris mit 69,12 m den Finaleinzug. 2025 belegte sie bei den U23-Europameisterschaften in Bergen mit 68,31 m den vierten Platz.